# 暴姓
暴姓是中文姓氏之一，在《百家姓》中排第244位。在现代它是极罕见的姓氏。

## 起源
出自姬姓，后以国名为姓。商朝时有大臣名辛，其封国在暴，时称暴辛公。暴在周朝仍是诸侯国，春秋时为郑国所灭，其遗民即以故国名为姓。暴姓字義較差，漢朝後，後人多以暴辛公之名，改姓辛。

## 郡望
- 魏郡：汉高帝时置魏郡（今河北魏县、河南浚县和山东冠县之间）。
- 河东郡：秦初置河东郡（今山西境内黄河以东地区），郡治在安邑县（今山西夏县西北）。

## 延伸阅读
[在维基数据编辑]
 《百家姓》
 《欽定古今圖書集成·明倫彙編·氏族典·暴姓部》，出自陈梦雷《古今圖書集成》